# عبد المحسن حليت مسلم
عبد المحسن حليت مسلم عبد المحسن بن حليت بن عبد الله بن محمد مسلّم المحمادي الحربي شاعر وكاتب سعودي، وأحد الصفوة الأدبية في المملكة. ولد في المدينة المنورة عام 1377هـ الموافق 1958 وتربى في كنف والده الأديب الشيخ حليت مسلم وهو أحد وجهاء المدينة المنورة وإمام مسجد قباء سابقًا.
أنهى عبد المحسن دراستة الجامعية بحصوله على درجة البكالوريوس في الإدارة العامة من إحدى الجامعات بالولايات المتحدة الأمريكية، وعند عودتة إلى السعودية في منتصف الثمانينات استقر في مدينة جدة، ليعمل في جريدة سعودي جازيت الناطقة باللغة الإنجليزية.
اشتهر عبد المحسن حليت بمقالاته وقصائده القومية فله مقالات وقصائد كثيرة تركت أصداء كبيرة جدًا في وسائل الإعلام بما فيها الصحف الورقية والإلكترونية على حد سواء. كما عرف عنه الجرأة فلقد سبق وتم احتجازه من قبل السلطات السعودية  بسبب قصيدته الشهيرة المفسدون في الأرض والتي نشرت على الصفحة الأخيرة لجريدة المدينة السعودية يوم الأحد 26 ذو الحجة 1422هـ حيث وجه فيها نقدًا لاذعًا إلى الفاسدين من رجال القضاء في المملكة وأوقفت بسببها جريدة المدينة وتم إقالة رئيس تحريرها محمد مختار الفال.

## بداية ظهوره
ظهر الشاعر في بداية الثمانينات الميلادية عبر قصائد عاطفية غزلية ذات أسلوب سلس فريد ومفردات مختارة بعناية وصور شعرية جميلة تعبر تماماً عن شخصية شاعر مرهف الأحاسيس. وقيل خلال تلك الفترة أن قصائد عبد المحسن تدور في الفلك النزاري، ومع مرور الوقت تجاوزها وانتقل الي القصائد السياسية.

## دواوينه الشعرية
صدر له ديوانان شعرين:
1. مقاطع من الوجدان : صدر في المدينة المنورة بتاريخ 1403 هـ
2. إليه : صدر في صباح أحد أيام عام 1406هـ.ومنع هذا الديوان وصودر في نفس يوم صدوره

## من قصائده
من أشهر قصائده:
- المفسدون في الأرض
- سيدة الدنيا [4]
- حماة: كتبت هذه القصيدة ابان مجزرة حماة في سوريا والتي جرت في 2 فبراير 1982 م[5]
- العشق حتى الموت
- لا تسألوني عنه
- كرهــتك..! فأملأ الدنيا احتجاجا
- غاضبة
- برقية
- والجروح قصاص
- الغرفة 407
- خدوش.. في وجه حب قديم
- مُـوتي هنا..!
- بيان قبل منتصف الليل
- الفياجرا
- أطفال الأرض المحتلة: التي تنتقد بشدة معاهدة كامب ديفيد ولقد منعه والده من نشرها باعتبار أن فيها نقدا لرجل توفاه الله.[6]
- لابد للجزار من جزار: القيت في في مهرجان الجنادرية للموسم 2012
- الانفجار: نشرت في مجلة سيدتي بعد غياب،
- معارضة لمعلقة عمرو بن كلثوم [4]
- يامسرى النـَّـبي تصبري [4]
- جريمة قـتـل [4]
- لاتسألوني [4]
- بيان قبل منتصف الليل
- خدوش.. في وجه حب قديم
- كل عام وأنت أحلى
- برقيه من شارون إلى صلاح الدين.

## من مقالاتة
من أشهر مقالاتة:
- اليوم كلينتون.. وغداً.. ؟! [4]

ونشر بجريدة المدينة العدد 14158 ليوم الآحد 13/11/1422 الموافق 27/1/2002

## من شعره
{{أبيات|شاعر = من قصيدة : برقية
|عرض=200
|
من قصيدة: خدوش.. في وجه حب قديم
من قصيدة: مـوتي هنا
من قصيدة: الحب الكبير
من قصيدة: الغرفة 407
من قصيدة: والجروح قصاص
من قصيدة:
من قصيدة: بيان قبل منتصف الليل
من قصيدة:
من قصيدة: كل عام وأنت أحلى

## عدم انتشاره
يقول البعض أن سبب عدم انتشار عبد المحسن مسلم هو افتقاده لموهبة المجاملة، واخرون يقولون يقول بأنه موغل في الغرور  واخرون يرجعون ذلك الي انتمائه الليبرالي.

## أقواله في الليبرالية
يقول بأنة:
- «لا بد من التوقف هنا قليلا عند» الليبرالية«التي أصبحت نادياً كبيراً تم فيه خلط العديد من الأوراق.. فهناك من يفهم الليبرالية على أنها انسلاخ من الجذور وتحلل من الهوية.. نعم بعض الليبراليين كذلك.. وهناك من يعتقد أنها أحد أوجه العلمانية. وبعضهم كذلك.. ولكن لا يمكن وضع الغالبية داخل هذين الإطارين.. فهناك من لا يساوم على عروبته ولا على إسلامه أو هويته ولو كره» المزايدون«من» ليكود«الإسلاميين الذين نصبوا أنفسهم أوصياء على عقائد الناس وانتماءاتهم الوطنية».[7]
- "لنتوقف هنا قليلا عند ” الليبرالية ” التي أصبحت ناديا كبيرا تم فيه خلط العديد من الأوراق.. فهناك من يفهم الليبرالية على أنها انسلاخ من الجذور وتحلل من الهوية.. نعم بعض الليبراليين كذلك.. وهناك من يعتقد أنها أحد أوجه العلمانية.. وبعضهم كذلك.. ولكن لا يمكن وضع الغالبية داخل هذين الإطارين.. فهناك من لا يساوم على عروبته ولا على إسلامه أو هويته ولو كره ” المزايدون ” من ” ليكود ” الإسلاميين الذين نصبوا أنفسهم أوصياء على عقائد الناس وانتماءاتهم الوطنية"

## قالوا عنه
قال عنه الاديب حمد بن عبدالله القاضي  بأنه شاعر مقل لكنه مجيد عندما يطرح ابداعه وان قصائده باذخة بالمضامين العميقة. وان شعره يذكره بعروبة القروي، وجزالة النجفي.

## أصدقاء عبد المحسن حليت
- محمد صادق دياب لقد رثى الشاعر حليت [9][10] صديقة دياب بقصيدة قبل وفاتة بعشرين يوما وذلك حينما كان يرافقة في رحلتة العلاجية في لندن
- عبد الرحمن الأنصاري

http://www.albiladdaily.com/articles.php?action=show&id=9603

## وصلات خارجية
- الشاعر السعودي عبد المحسن حليت. جريدة الوطن/